# Polícia

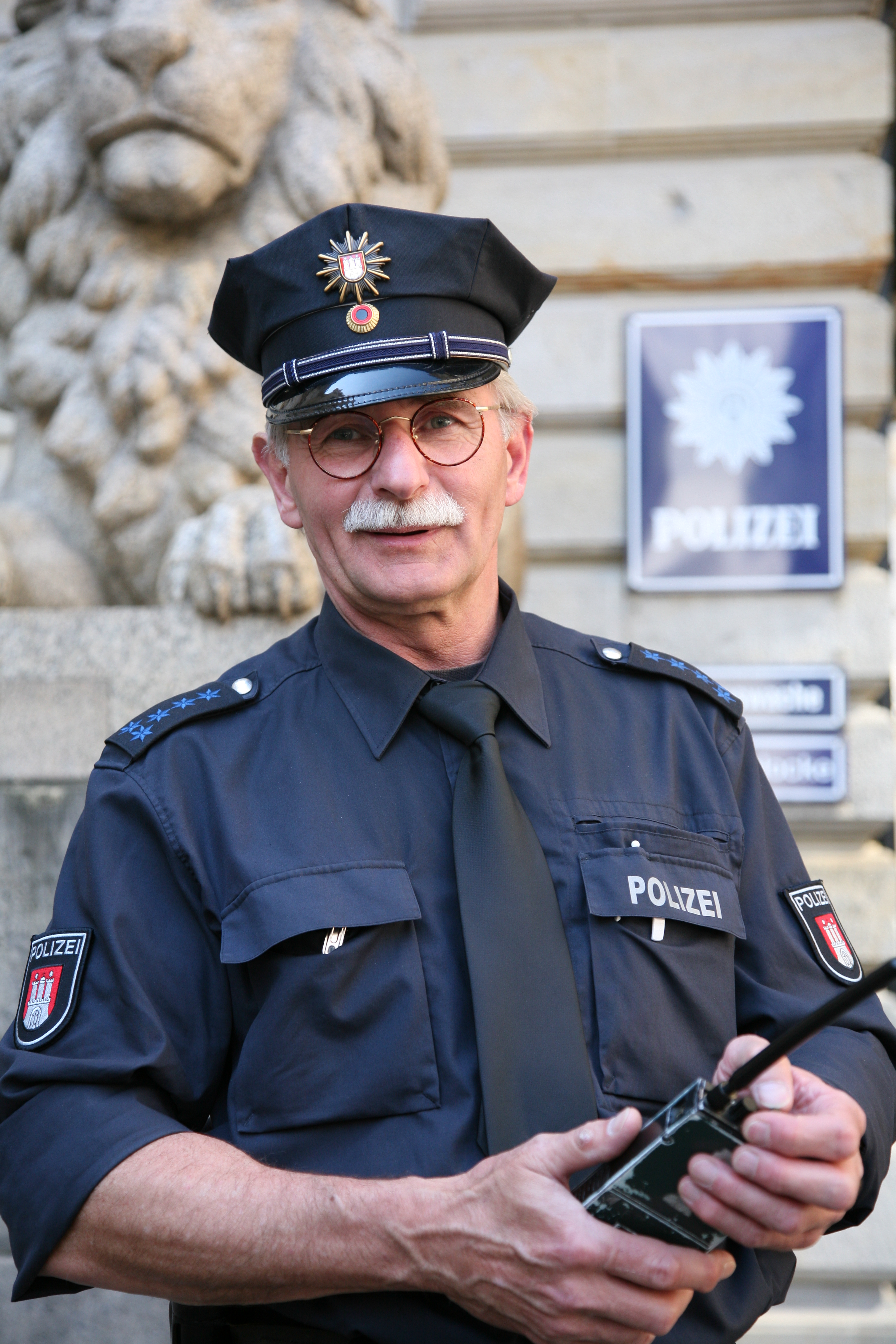
Policial na Alemanha

Em termos gerais, polícia é a atividade de vigiar, policiar. Muitos governos têm uma instituição policial para aplicação de leis. Por extensão, o termo "polícia" é, também, utilizado para designar as corporações e as pessoas que têm, como principal função, o exercício daquela atividade.
Hoje em dia, o termo "polícia" está, normalmente, associado aos serviços e agentes do estado nos quais o mesmo delega a autoridade para o exercício dos seus poderes de polícia, dentro de um limite definido de responsabilidade legal, territorial ou funcional. Normalmente, aos agentes de autoridade policial é concedido um poder para o uso da força no âmbito do cumprimento de leis.
A polícia é, frequentemente, associada a uma atividade civil, desempenhada por agentes e corporações civis. No entanto, isso nem sempre acontece. Exemplos flagrantes são polícias militares e as gendarmarias - segundo o conceito internacional. Ambos os tipos são corporações militares, sendo o primeiro tipo responsável por uma atividade militar de polícia (policiamento interno das forças armadas) e o segundo tipo por uma atividade civil de polícia (policiamento da população civil).
Apesar de ser, normalmente, associada exclusivamente à atividade de aplicação da lei, a atividade policial é bastante mais abrangente. Para além da preservação da lei e da ordem, a polícia pode incluir outras atividades como o socorro em situações de acidente ou catástrofe, o planeamento urbano, a educação de menores e até a assistência social
As designações das corporações policiais podem variar bastante e incluir ou não o vocábulo "polícia". Designações alternativas incluem os termos "força espautori", "autoridade", "patrulha", "força pública" e "força de segurança". Os seus membros podem ser designados por termos como "polícias", "policiais", "agentes", "brigadianos" (região sul do Brasil), "guardas", "bófias" (como em Portugal) ou "patrulheiros". Alguns países têm designações peculiares para as suas corporações e agentes de polícia. Nos Estados Unidos, os agentes das polícias municipais, polícias de condado (regionais), Polícias Metropolitanas (de Las Vegas & Miami-Dade), polícias paroquiais (das paróquias civis da Luisiana), estaduais e tribais (das Nações Indígenas) -  são normalmente designados, respetivamente, "police officers" (oficiais de polícia), "sheriffs" (xerifes) e "troopers" (tropeiro, trooper é uma variante de "troop", significando "tropa"). O caso mais peculiar é como o Texas chama a polícia criminal estadual: Texas Rangers Divison (Divisão de Texas Rangers. Ranger é uma palavra de origem francesa que significa literalmente rancheiro e, por extensão guarda e  atirador.  Na antiga União Soviética, a polícia era designada "мили́ция" [militsiya] (milícia), denominação ainda mantida em alguns dos países da Europa de Leste. No Reino Unido, os agentes policiais são genericamente designados "constables" (condestáveis), sendo, por extensão, algumas corporações de polícia designadas "constabularies". Na República da Irlanda, a Polícia Nacional Irlandesa - que tem funções de Inteligência Doméstica é chamada de Guarda Siochána.

## Polícia por países

### Brasil

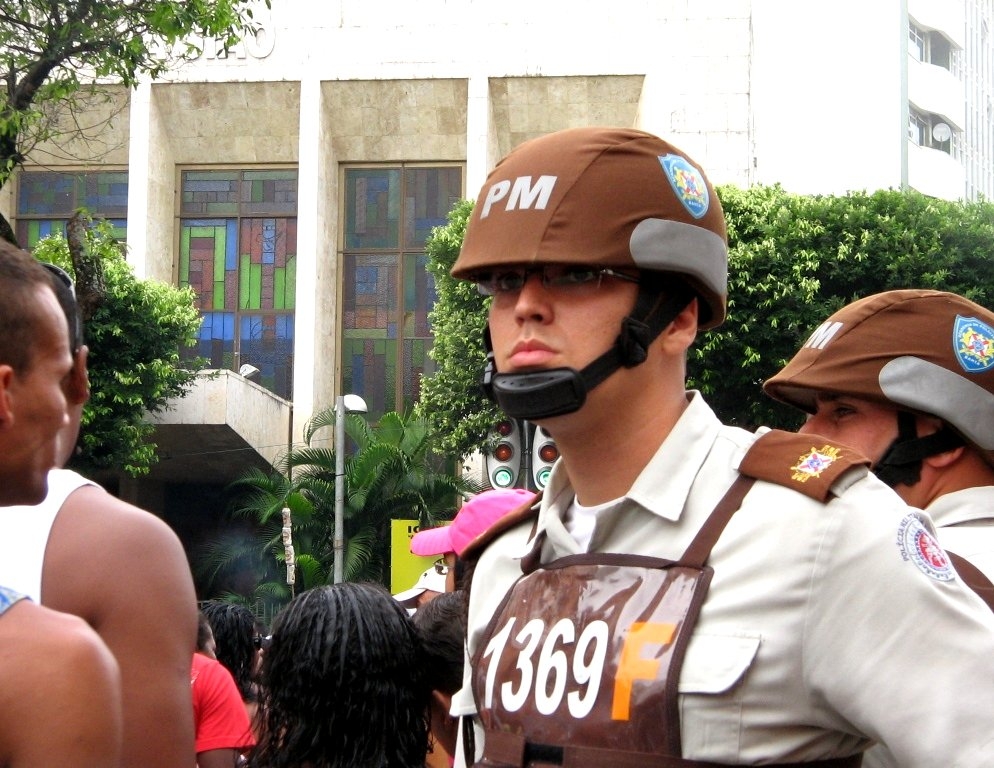
Agente da Polícia Militar da Bahia (PMBA)

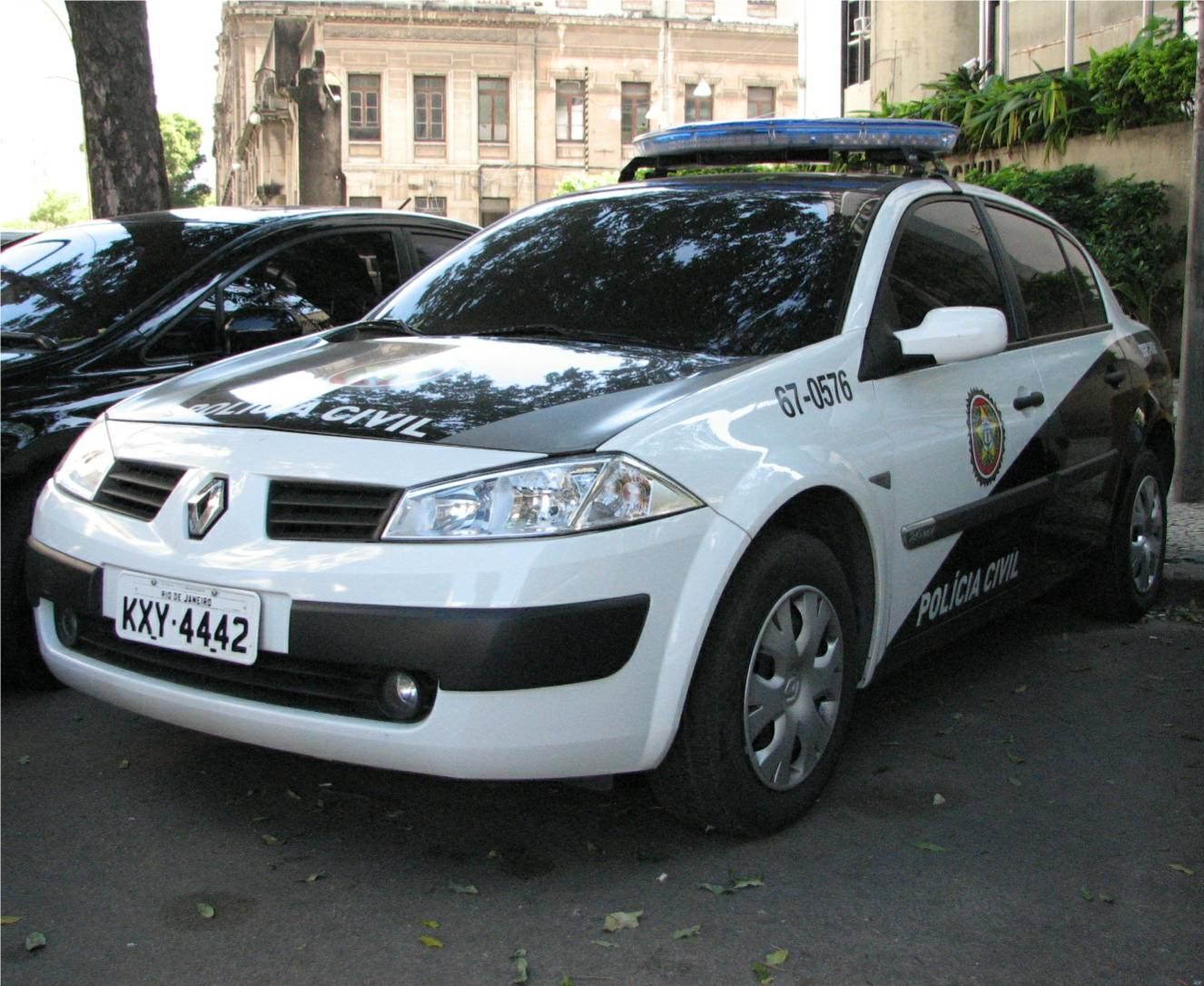
Viatura da Polícia Civil do Estado do Rio de Janeiro (PCERJ)

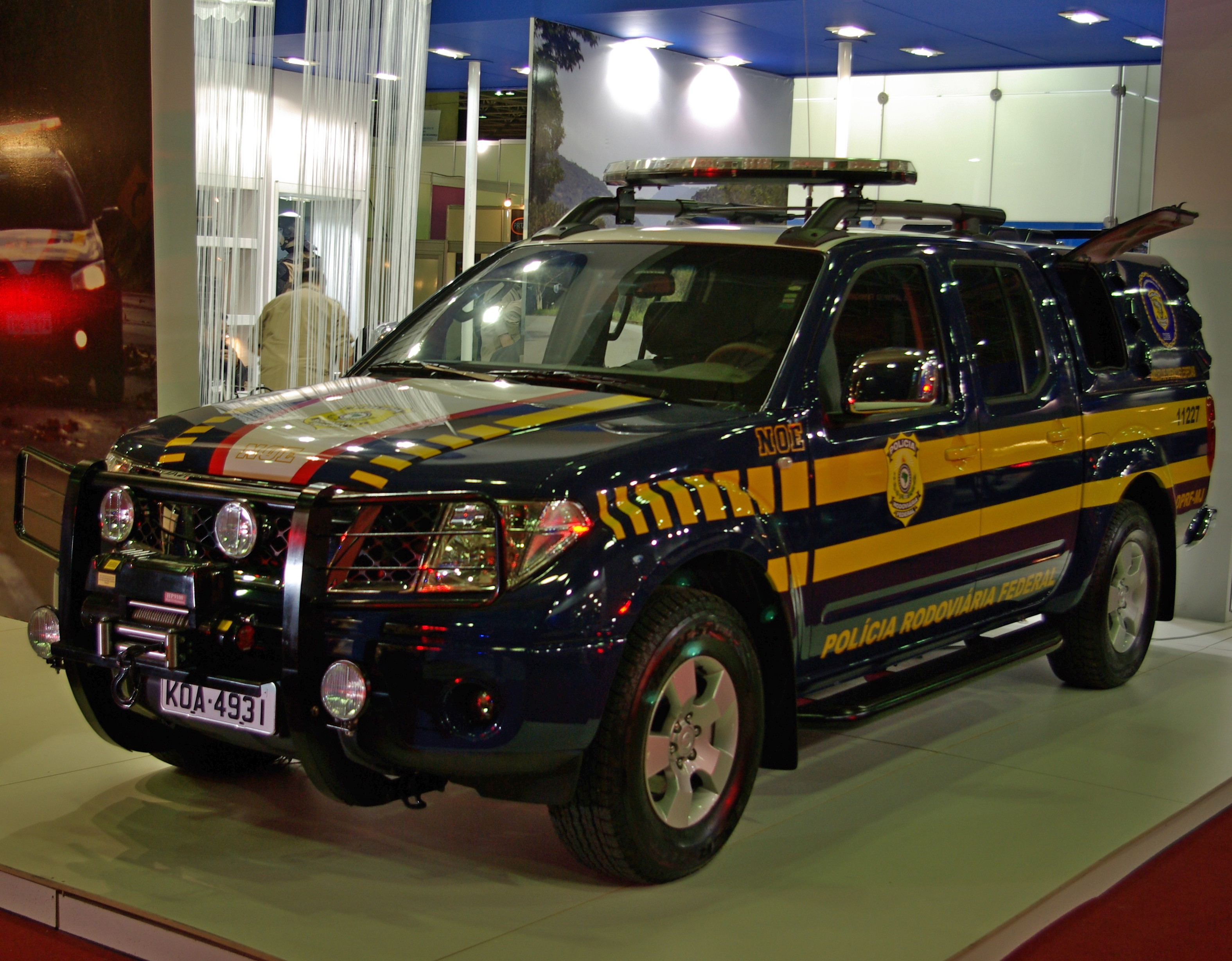
Veículo do Núcleo de Operações Especiais - NOE, da Polícia Rodoviária Federal

No Brasil, são os seguintes os órgãos policiais:
- Polícia Militar — forças de segurança de cada uma das unidades federativas que têm por função primordial a polícia ostensiva e a preservação da ordem pública nos Estados brasileiros e no Distrito Federal.
- Brigada Militar — forças de segurança do Estado do Rio Grande do Sul.

O termo preservação da ordem pública deve ser visto de forma abrangente, já que engloba uma série de ações de segurança pública que são desenvolvidas pelas polícias militares.
- Polícias das Forças Armadas
- Polícia Civil — cabe, à Polícia Civil dos Estados também, a preservação da ordem pública e da incolumidade das pessoas e do patrimônio; atuar como polícia judiciária; praticar atos de auxílio ao Poder Judiciário na aplicação da Lei; e desenvolver ações de inteligência policial.
- Policia Penal — realiza vigilância interna/externa das unidades prisionais e lida com situações de conflito como rebeliões, fugas etc. Realiza contenção, escolta armada e auxilia a polícia na captura de presos foragidos do sistema penitenciário. O profissional mantém internos presos com a finalidade de assegurar à custódia, de estabelecer a ordem dentro dos presídios, impedir possíveis fugas, encaminhar demandas dos internos para a diretoria, informar possíveis ocorrências e conferir documentos. A atividade engloba também planejamento, organização e a participação de programas e ações para a socialização do preso. Conhecimento das leis e normas do sistema penitenciário são conhecimentos necessários para a atuação da profissão.
- Polícia Federal — destina-se a:

1. apurar infrações penais contra a ordem política e social ou em detrimento de bens, serviços e interesses da União ou de suas entidades autárquicas e empresas públicas, assim como outras infrações cuja prática tenha repercussão interestadual ou internacional e exija repressão uniforme, segundo se dispuser em lei;
2. prevenir e reprimir o tráfico ilícito de entorpecentes e drogas afins, o contrabando e o descaminho, sem prejuízo da ação fazendária e de outros órgãos públicos nas respectivas áreas de competência;
3. exercer as funções de polícia marítima, aeroportuária e de fronteiras;
4. exercer, com exclusividade, as funções de polícia judiciária da União.

- Polícia Rodoviária Federal — tem, como principal função, combater os crimes nas rodovias e estradas federais do Brasil.
- Polícia Ferroviária Federal — destina-se ao patrulhamento ostensivo das ferrovias federais.
- Polícia Legislativa Federal — designação única para dois órgãos policiais distintos que atendem às Casas do Legislativo Federal, ou seja, ao Senado Federal e à Câmara dos Deputados.
- Polícia do Senado Federal — órgão policial do Senado Federal
- Polícia da Câmara dos Deputados — órgão policial da Câmara dos Deputados.

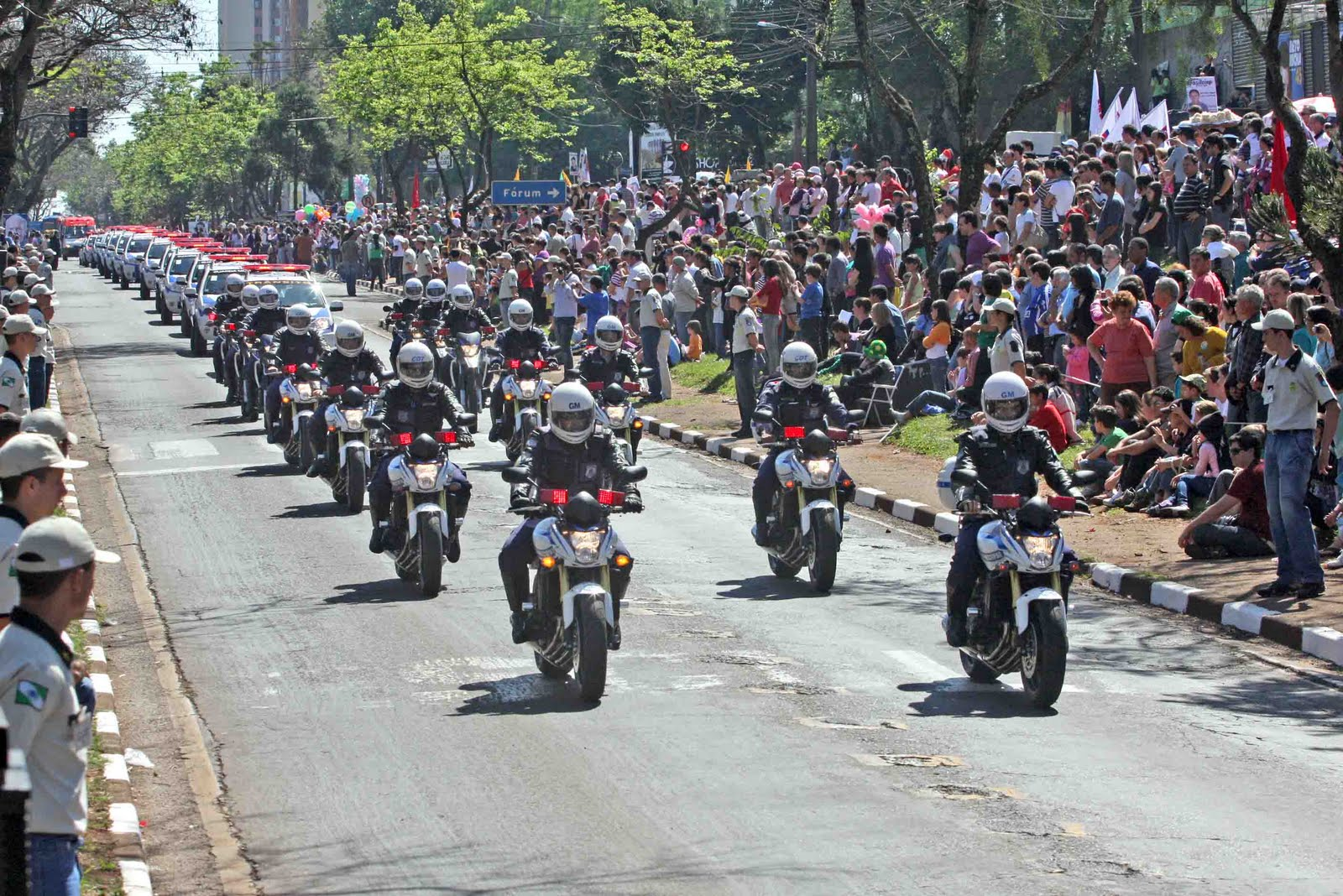
Guarda Municipal de Foz do Iguaçu, no Paraná

- Guardas municipais — são corporações civis uniformizadas, subordinadas ao Executivo Municipal e destinadas à proteção dos bens, serviços e instalações municipais, (prédios, ruas, praças, parques, pessoas, etc) conforme dispuser a lei (Art.144 § 8º, da Constituição Federal). Após a regulamentação do Art.144 § 8º; pela promulgação da lei Federal 13.022/2014,[1] tornou-se a primeira instituição policial responsável legalmente pelo policiamento preventivo e proteção dos direitos humanos fundamentais ( no Art. 3º, em seus incisos I,II e III).
- Polícia científica — são órgãos estaduais presentes na maioria dos estados brasileiros e especializados na produção de provas técnicas (ou provas periciais), por meio da análise científica de vestígios produzidos e deixados durante a prática de delitos.

### Macau
Em Macau, existem as seguintes polícias:
- Polícia Judiciária — polícia de investigação criminal.[2]
- Corpo de Polícia de Segurança Pública — força de segurança pública uniformizada, responsável pelo policiamento ostensivo.[3]

### Portugal
Em Portugal, existem os seguintes órgãos policiais, cada um especializado em uma determinada área de atuação. Os principais são:

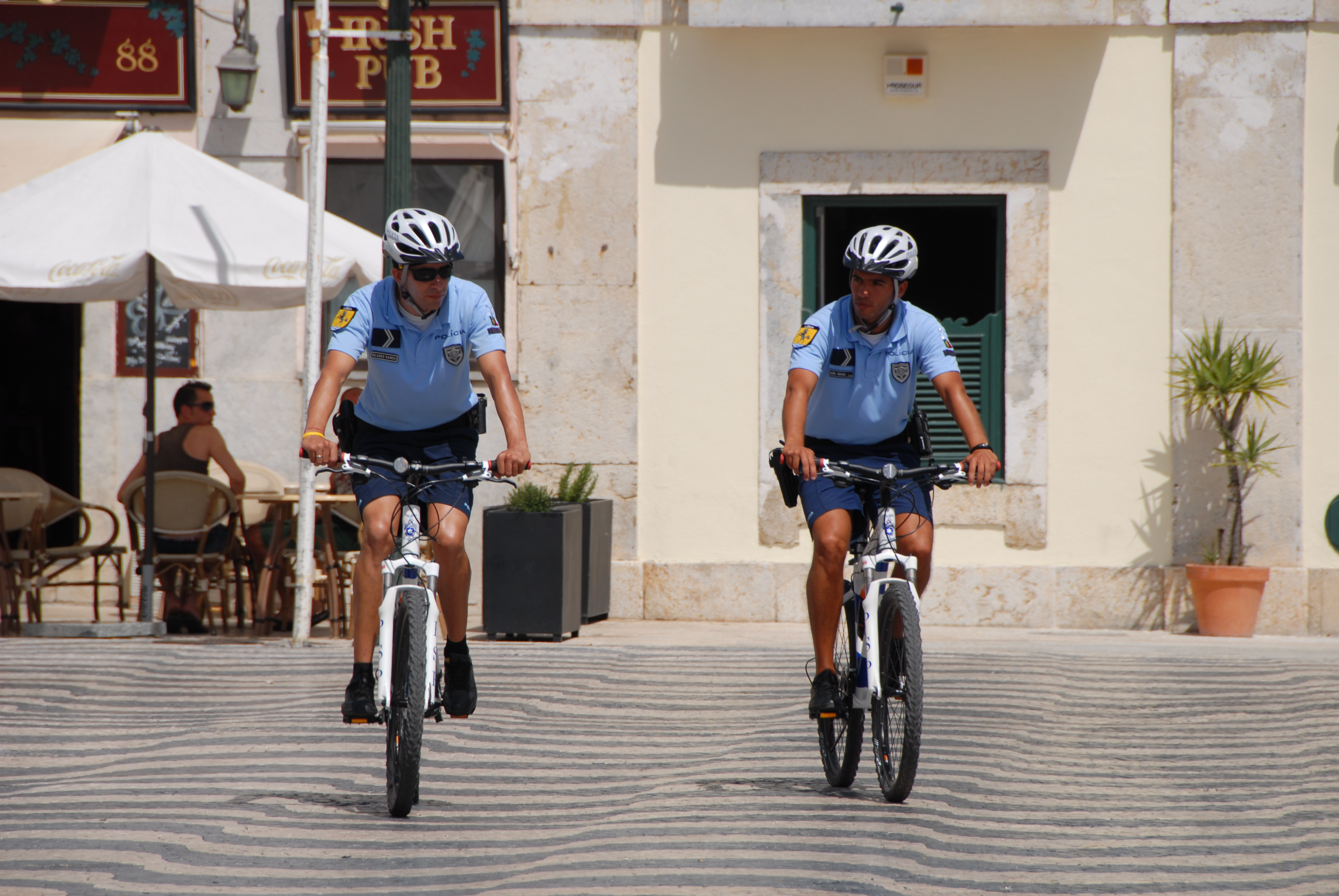
Agentes da Polícia de Segurança Pública (PSP), Portugal

- Polícia Judiciária — polícia de investigação criminal especializada na repressão ao crime organizado, terrorismo, tráfico de estupefacientes, corrupção e criminalidade económica e financeira. Depende do Ministério da Justiça;[4]
- Polícia de Segurança Pública (PSP) — corpo policial civil de segurança pública, atuando fundamentalmente em grandes áreas urbanas, dependente do Ministério da Administração Interna.[5]
- Guarda Nacional Republicana — é uma força segurança de natureza militar, constituída por militares organizados num corpo especial de tropas, atuando fundamentalmente em áreas rurais, estradas nacionais e zona costeira, dependente dos Ministérios da Administração Interna e da Defesa Nacional.[6]
- Corpo da Guarda Prisional — é uma força de segurança uniformizada e armada que tem por missão garantir a segurança e tranquilidade da comunidade, nomeadamente, mantendo a ordem e segurança do sistema prisional, dependente do Ministério da Justiça através da Direção-Geral de Reinserção e Serviços Prisionais.
- Serviço de Estrangeiros e Fronteiras — serviço policial responsável pela vigilância e controle das fronteiras e combate à imigração ilegal, dependente do Ministério da Administração Interna.[7] (Extinto – os funcionários da carreira de investigação foram integrados na PJ e os restantes na, recém criada, AIMA).
- ASAE — polícia especializada no combate aos delitos económicos e contra a saúde pública, dependente do ministério responsável pelas atividades económicas.[8]
- Polícia Marítima — órgão policial criminal da Autoridade Marítima Nacional, dependente do Ministério da Defesa Nacional, através da estrutura da Marinha; patrulha o mar, rios, e costa nacional.[9]
- Polícia do Exército, Polícia Aérea e Polícia Naval - garantem a ordem e a disciplina nas Forças Armadas, bem como a segurança do seu pessoal e instalações.
- Polícias municipais — Órgãos municipais de fiscalização do cumprimento dos regulamentos locais.
- Polícia Judiciária Militar — órgão policial de investigação criminal no âmbito militar, a ela só cabe investigar eventuais infrações cometidas por militares, dependente do Ministério da Defesa Nacional.[10]

## Ligações exernas
- Polícia Federal do Brasil